# 无盖鳞毛蕨
无盖鳞毛蕨（学名：Dryopteris scottii）为鳞毛蕨科鳞毛蕨属下的一个种。